# Schulenbergit
Schulenbergit (IMA-Symbol Slb) ist ein eher selten vorkommendes Mineral aus der Mineralklasse der „Sulfate (einschließlich Selenate, Tellurate, Chromate, Molybdate und Wolframate)“ mit der chemischen Zusammensetzung (Cu,Zn)7[(OH)10|(SO4)2]·3H2O und damit chemisch gesehen ein wasserhaltiges Kupfer/Zink-Sulfat mit zusätzlichen Hydroxidionen. Die in den runden Klammern angegebenen Elemente Kupfer und Zink können sich in der Formel jeweils gegenseitig vertreten (Substitution, Diadochie), stehen jedoch immer im selben Mengenverhältnis zu den anderen Bestandteilen des Minerals.
Schulenbergit kristallisiert im trigonalen Kristallsystem und entwickelt meist dünntafelige, hexagonale oder rhomboedrische Kristallformen bis etwa vier Millimeter Größe mit einem glasähnlichen Glanz auf den Oberflächen. Er findet sich aber auch in kugeligen, garben- oder rosettenförmigen Mineral-Aggregaten. Das Mineral ist durchsichtig und von blassblaugrüner bis smaragdgrüner Farbe.  Als idiochromatisches Mineral hat Schulenbergit auch eine blaugrüne Strichfarbe.
Mit einer Mohshärte von ≈ 2 gehört Schulenbergit zu den weichen Mineralen, die sich ähnlich wie das Referenzmineral Gips mit dem Fingernagel ritzen lassen. Senkrecht zur c-Achse zeigt das Mineral eine vollkommene Spaltbarkeit mit perlmuttartig schimmernden Spaltflächen.

## Etymologie und Geschichte
Erstmals entdeckt wurde Schulenbergit in Mineralproben aus der Grube Glücksrad bei Oberschulenberg (Schulenberg im Oberharz) im niedersächsischen Landkreis Goslar. Die Analyse und Erstbeschreibung erfolgte durch Renate von Hodenberg, Werner Krause und H. Täuber, die das Mineral nach dem Siedlungsgebiet benannten, in dem dessen Typlokalität liegt.
Von Hodenberg, Krause und Täuber sandten ihre Untersuchungsergebnisse 1982 zur Prüfung an die International Mineralogical Association (interne Eingangsnummer der IMA: 1982-074), die den Schulenbergit als eigenständige Mineralart anerkannte. Publiziert wurde die Erstbeschreibung zwei Jahre später im Fachmagazin Neues Jahrbuch für Mineralogie, Monatshefte.
Das Typmaterial des Minerals wird in der Mineralogischen Sammlung der Mines ParisTech (auch École nationale supérieure des mines de Paris, ENSM) in Paris und im Institut für Mineralogie der Universität Hannover (MKPU oder IMU) in Hannover aufbewahrt.

## Klassifikation
Da der Schulenbergit erst 1982 als eigenständiges Mineral anerkannt wurde, ist er in der letztmalig 1977 überarbeiteten 8. Auflage der Mineralsystematik nach Strunz noch nicht verzeichnet.
In der zuletzt 2018 überarbeiteten Lapis-Systematik nach Stefan Weiß, die formal auf der alten Systematik von Karl Hugo Strunz in der 8. Auflage basiert, erhielt das Mineral die System- und Mineralnummer VI/D.03-060. Dies entspricht der Klasse der „Sulfate, Chromate, Molybdate und Wolframate“ und dort der Abteilung „Wasserhaltige Sulfate, mit fremden Anionen“, wo Schulenbergit zusammen mit Christelit, Guarinoit, Ktenasit, Lahnsteinit, Langit, Minohlith, Montetrisait, Nakauriit, Namuwit, Osakait, Pauladamsit, Posnjakit, Ramsbeckit, Redgillit und Wroewolfeit eine unbenannte Gruppe mit der Systemnummer VI/D.03 bildet.
Die von der IMA zuletzt 2009 aktualisierte 9. Auflage der Strunz’schen Mineralsystematik ordnet den Schulenbergit in die Klasse der „Sulfate (Selenate, Tellurate, Chromate, Molybdate und Wolframate)“ und dort in die Abteilung „Sulfate (Selenate usw.) mit zusätzlichen Anionen, mit H2O“ ein. Hier ist das Mineral in der Unterabteilung „Mit ausschließlich mittelgroßen Kationen; Lagen von kantenverknüpften Oktaedern“ zu finden, wo es zusammen mit Guarinoit und Thérèsemagnanit eine unbenannte Gruppe mit der Systemnummer 7.DD.80 bildet.
In der vorwiegend im englischen Sprachraum gebräuchlichen Systematik der Minerale nach Dana hat Schulenbergit die System- und Mineralnummer 31.01.06.01. Das entspricht der Klasse der „Sulfate, Chromate und Molybdate“ und dort der Abteilung „Wasserhaltige Sulfate mit Hydroxyl oder Halogen“. Hier findet er sich innerhalb der Unterabteilung „Wasserhaltige Sulfate mit Hydroxyl oder Halogen und (A+B2+)m(XO4)pZq × x(H2O), mit m:p>6:1“ in der „Schulenbergitgruppe“, in der auch Bechererit, Osakait und Zn-Schulenbergit eingeordnet sind.

## Kristallstruktur
Schulenbergit kristallisiert in der trigonalen Raumgruppe P3 (Raumgruppen-Nr. 143) oder P3 (Nr. 147) mit den Gitterparametern a = 8,25 Å und c = 7,18 Å sowie einer Formeleinheit pro Elementarzelle.

## Bildung und Fundorte

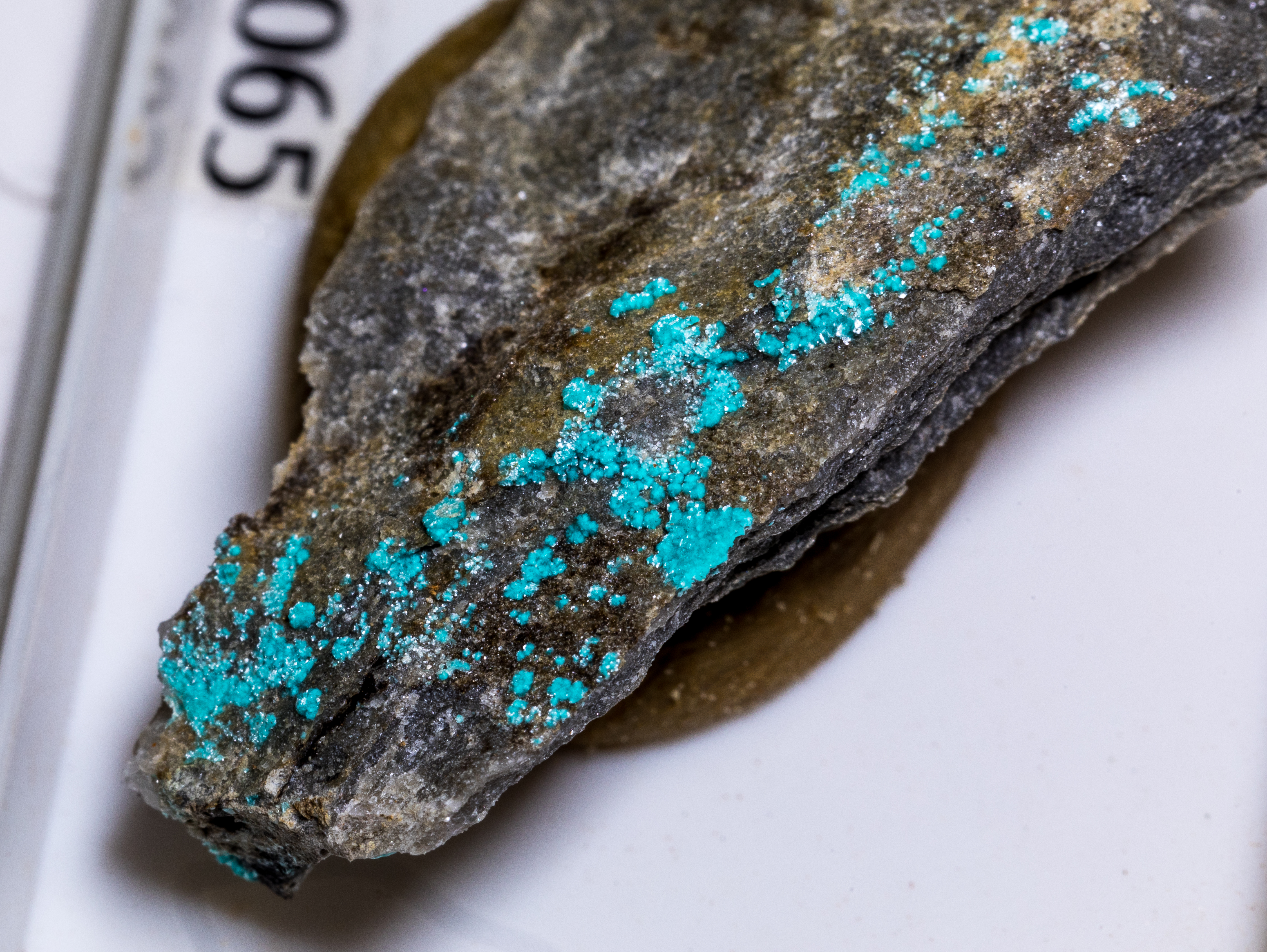
Schulenbergit (blau) aus der Grube Bastenberg, Ramsbeck, Sauerland, Deutschland

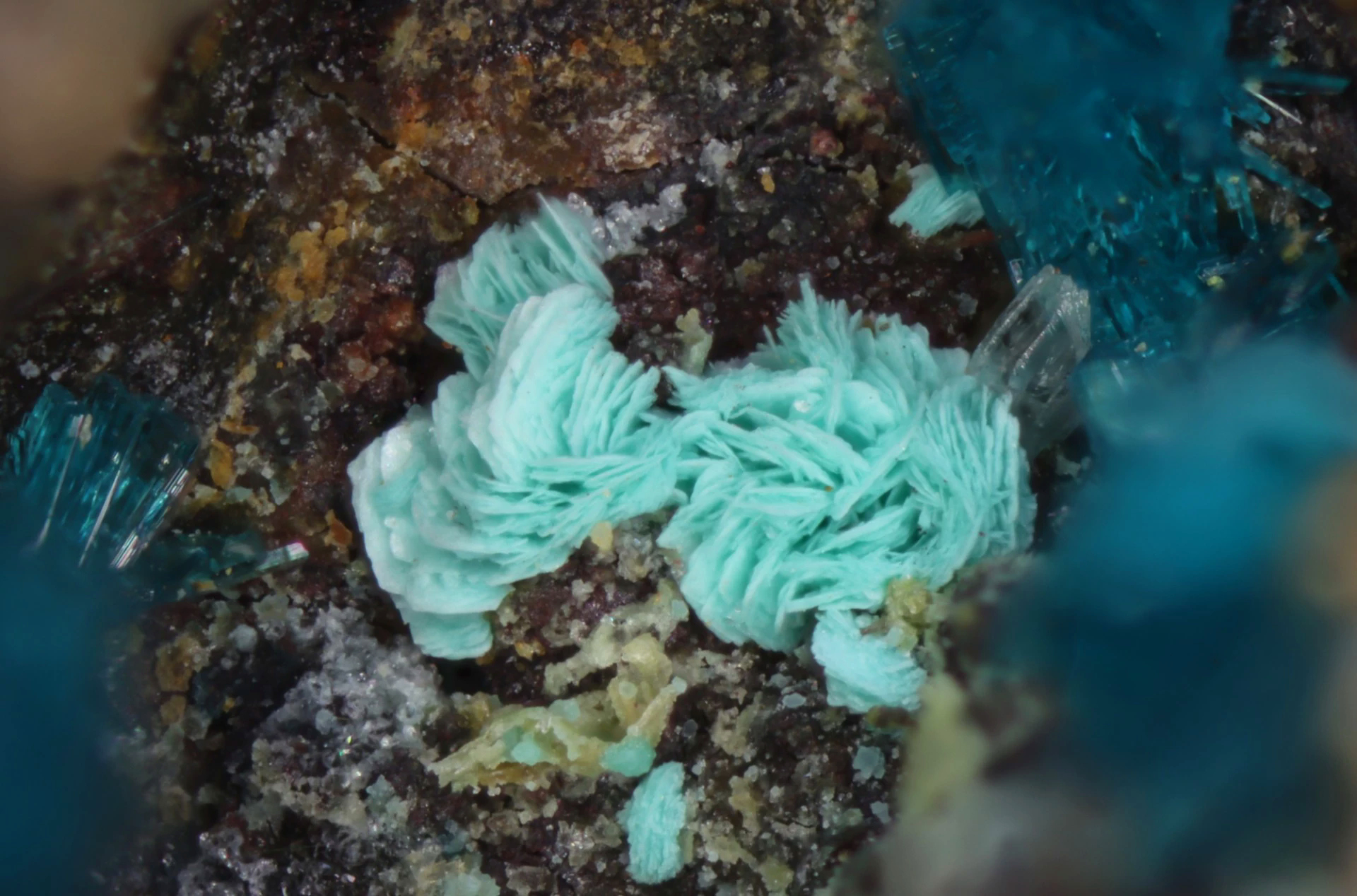
Gruppe aus blättrigen Schulenbergitkriställchen aus Münsterbusch, Stolberg, Nordrhein-Westfalen, Deutschland (Sichtfeld 1 mm)

Schulenbergit bildet sich sekundär in der Oxidationszone von kupfer- und zinkhaltigen hydrothermalen Lagerstätten. Zudem findet er sich allgemein auch in Berge- und Abraumhalden sowie Schlacken-Ablagerungen. Als Begleitminerale können unter anderem Brochantit, Chalkopyrit, Cerussit, Gips, Hemimorphit, Ktenasit, Linarit, Malachit, Namuwit, Posnjakit, Quarz, Serpierit, Smithsonit und Sphalerit auftreten.
Als eher seltene Mineralbildung kann Schulenbergit an verschiedenen Orten zum Teil zwar reichlich vorhanden sein, insgesamt ist er jedoch wenig verbreitet. Weltweit sind bisher rund 170 Vorkommen dokumentiert (Stand 2025). Außer an seiner Typlokalität in der Grube Glücksrad sowie im nahe gelegenen Schlackental und in Schlackenhalden entlang des Silberbachs bei Oberschulenberg/Schulenberg im Oberharz trat das Mineral in Niedersachsen noch auf verschiedenen Berge- und Schlackenhalden unter anderem im Tiefenbachtal bei Bad Harzburg, der Grube Morgenstern nahe Braunlage, der Frau-Sophien-Hütte und der zum Gegentaler Gangzug gehörenden Grube St. Anna im Ochsental bei Langelsheim sowie entlang der Großen Romke im Okertal auf. Des Weiteren fand sich Schulenbergit in Deutschland noch in den Gruben Teufelsgrund in Münstertal und Silberbrünnle bei Haigerach in Baden-Württemberg, der Fürstenzeche bei Lam in Bayern, der Richelsdorfer Hütte im gleichnamigen Gebirge im hessischen Landkreis Hersfeld-Rotenburg, in verschiedenen Gruben und Zechen bei Ramsbeck, Müsen, Wilnsdorf, Stolberg sowie in den Gemeinden Burbach, Engelskirchen und anderen in Nordrhein-Westfalen, ebenso in den Gemeinden und Kreisen Niederfischbach, Nordpfälzer Land, Schutzbach, Bernkastel-Wittlich und Rhein-Lahn in Rheinland-Pfalz, am Osterberg bei Gernrode, der Grube Christine bei Hasserode und der Grube Silberner Nagel bei Stolberg (Harz) in Sachsen-Anhalt sowie mehrere Gruben im Erzgebirgskreis und die zur Himmelfahrt Fundgrube gehörende „Reiche Zeche“ im Freiberger Revier in Sachsen.
In Österreich konnte das Mineral unter anderem im Barbarastollen bei Meiselding (Gemeinde Mölbling), auf Schlackenhalden bei Sankt Martin am Silberberg und bei Frauenstein in Kärnten, bei Walchen (Gemeinde Öblarn) in der Steiermark sowie auf der Gratlspitze und dem Silberberg bei Reith im Alpbachtal in Tirol entdeckt werden.
In der Schweiz kennt man Schulenbergit bisher nur aus der Region Malcantone im Kanton Tessin und dem Bergwerk La Barma bei Saint-Luc im Kanton Wallis.
Weitere Fundorte liegen unter anderem in Australien, Belgien, Chile, Frankreich, Griechenland, Italien, Japan, Marokko, Mexiko, Namibia, Norwegen, Portugal, Russland, Spanien, Tonga, Tschechien, im Vereinigten Königreich (England, Schottland, Wales) und den Vereinigten Staaten von Amerika (Kalifornien, New Hampshire, North Carolina, Utah).